# Заводський (Земетчинський район)
Заводськи́й (рос. Заводской) — селище у складі Земетчинського району Пензенської області, Росія.
Населення — 2 особи (2010; 4 у 2002).
Національний склад станом на 2002 рік:
- росіяни — 100 %